# Coelioxys piercei
Coelioxys piercei är en biart som beskrevs av Crawford 1914. Coelioxys piercei ingår i släktet kägelbin, och familjen buksamlarbin. Inga underarter finns listade i Catalogue of Life.